# Radioacktiva
Radioacktiva es una cadena de radio colombiana. Su programación se especializa en el rock. Es propiedad del Grupo Prisa y se encuentra operada por Caracol Radio. Inició sus emisiones en mayo de 1989.
Posee dos estaciones principales: la primera transmite para Bogotá en la frecuencia 97.9 FM y la segunda para Medellín en los 102.3 FM. Emite al nivel nacional por satélite.

## Historia

### La nueva Radioactiva
Radioactiva comenzó sus emisiones el 15 de mayo de 1989 en la frecuencia 102,9 MHz de la banda FM de Bogotá bajo el nombre de Radioactiva (sin 'k'). La emisora fue la primera propuesta de radio juvenil de Caracol Radio en FM desde Radio 15, Radio Visión y HJJZ, emisoras de AM que cubrieron este segmento del mercado en los años 60 y 70. Radioactiva surgió como una alternativa a la radio joven del FM en Bogotá, entonces liderada por Súper Estación 88.9. Otra emisora de formato similar era Todelar Estéreo, en la frecuencia 103.9 FM. En la estación en AM, tal enfoque era cubierto por Radio Tequendama.
En su fase inicial, Radioactiva estuvo dirigida por Armando Plata Camacho, y contó en su equipo con leyendas de la radio como Hernán Orjuela Buenaventura, además de otros personajes como Camilo Pombo y Jorge Marín.
Durante este periodo se emitieron programas como Top 40 Radioactiva presentado por Armando Plata, Top 40 en inglés presentado por Hernán Orjuela, A que no me duermo con Deysa Rayo, un programa de rock conducido por Gustavo Arenas, El doctor Rock, así como un programa matinal sin nombre presentado por Hernán Orjuela y Jorge Marín, quienes interpretaban a una señora chismosa llamada Doña Jesusita. Esta dupla participaría meses después en el programa de televisión No me lo cambie.
La programación incluía los éxitos del momento en inglés y una fuerte dosis de rock en español, especialmente de España, programación que no alcanzó el éxito esperado. Tras un rápido rediseño del formato, Óscar "Tito" López fue contratado como director. López venía de dirigir la Superestación 88.9.
El formato inicial era Top 40/CHR, con una mezcla de rock y pop en español e inglés, y fue la primera emisora de radio en comenzar emisiones por satélite a 16 ciudades del país.
A partir del 1 de agosto de 1989, la emisora dejó de centrarse solamente en emitir rock en español, se centró en transmitir pop estadounidense y británico y se trabajó un sistema más fuerte de rotación, con un formato típico top 40. De la misma forma, Radioactiva sacó del aire programas de New Age y Rock y estandarizó el programa de éxitos en un solo conteo, el Top 40 Radioactiva, que pasaba los sábados en la tarde.
Con el cambio, salieron Armando Plata, Hernán Orjuela, Camilo Pombo y el Dr. Rock, y entró Andrés Nieto Molina, quien junto a Jorge Marín conformó la primera nómina de disc-jockeys. Este equipo fue reforzado a mediados de agosto de 1989 por Claudio Rojas, disc-jockey venezolano que venía de trabajar en Todelar Estéreo de Cali.
Ante la fuerte competencia que le afectaba, Radioactiva decidió reforzar su nómina y contrató a Alejandro Villalobos en septiembre de ese año, lo que ocasionó la renuncia de Jorge Marín, quien regresó a la Superstación.
A finales de los años 90, cuando el formato musical existente comenzó a dar muestras de agotamiento, y luego de una investigación de mercado, Radioactiva cambió su programación a emitir solamente rock y cambia su eslogan a Planeta rock. A su nombre, se le añade la letra 'k' y en el nuevo logo resaltan en color rojo las letras R-O-C-K (RadiOaCKtiva).

### La Locomotora
Con la llegada de Villalobos, se creó un nuevo programa de la mañana llamado La locomotora en el cual la audiencia interactuaba con Tito López. Apoyados en un equipo que distorsionaba la voz, Villalobos creó un personaje llamado 'Pity', una niña inocente e inquieta que ponía siempre en apuros a los dos presentadores.
En la búsqueda de refuerzos para este programa, la emisora contrató al humorista Guillermo Díaz Salamanca, quien por esa época no era reconocido como comediante. Realmente era un narrador deportivo y transmitía los partidos como visitantes de los equipos de esa ciudad.
Díaz Salamanca comenzaba a ser reconocido entre sus amigos y algunos colegas de la prensa por sus imitaciones de personalidades famosas, especialmente políticos y deportistas. Sin embargo, Radioactiva estaba dirigida a un público juvenil, desinteresado por la política, por lo que se tomó la decisión de pedirle que dejara de lado las imitaciones políticas y más bien se concentrara en la creación de personajes divertidos. De allí surgieron 'El profesor Dinario', un catedrático que se las sabía todas, 'Hipocondrio', un mensajero que nunca llegaba a trabajar, haciéndose el enfermo; el 'doctor Tuga' y una experta en chismes de farándula, 'doña Maribucha'. 
Otro personaje que llegó a conformar la nómina de artistas fue Juan Manuel Correal, un primo de Alejandro Villalobos. Juan Manuel ya se había dado a conocer en la Superestación llamando diariamente al programa 'Los 11 Superéxitos' que conducía Villalobos, aunque no era un personaje regular en esa emisora. Allí hizo famosa su frase «Yo quiero participar». El personaje, que se hizo llamar 'Papuchis', incursionó de esta forma en La Locomotora.
Otros personajes que formaron parte del programa fueron Gabriel de las Casas, quien venía de ser un practicante del área de Deportes de Caracol, y Guillermo 'Memo' Orozco, quien venía de ser un ejecutivo de ventas de Caracol en Barranquilla, donde ya había vuelto famoso su personaje 'Pandorita' y quien creó en Radioactiva personajes como el joven ricachón 'el viejo George', el comentarista deportivo 'Piero Locatelli' y el peluquero y estilista 'Alfredo Barroso'.
Completaron la nómina de humoristas Pedro González, quien se desempeñaba como locutor de noticias en Radio Reloj y que trajo su personaje 'Don Jediondo', un boyacense desabrido y grosero, por lo que solo salía al aire los viernes, y José Ordóñez, un libretista y cuentachistes, quien más adelante se volvería famoso por batir los récords mundiales de contar chistes.
Julio Sánchez Cristo comenzaba su programa "Viva FM" en Caracol Estéreo a inicios de los años 90, y todos los días comentaba en 'La Locomotora' las "Noticias de Primera Plana" de una manera informal.

### Expansión
Luego de conformado el equipo del programa de la mañana, la emisora comenzó a expandirse a otras ciudades del país. El 15 de agosto de 1989, la radio fue lanzada en Medellín, y más adelante en Cali, Barranquilla y Bucaramanga, hasta conformar una cadena que llegó a 16 capitales colombianas.
En 1991, Radioactiva comenzó emisiones por satélite para brindar señal a las 16 emisoras que poseía al nivel nacional, lo que permitió una comunicación de doble vía lanzando así talentos locales en Colombia. Se dieron a conocer disc-jockeys como Santiago Ríos y Juan Carlos Gómez de Medellín, Augusto "Tuto" Castro, Eduardo Perdomo y Carlos Montoya de Cali, Joyce Lozano de Barranquilla, Alberto Marchena de Cartagena, Iván Valenzuela de Pereira y Víctor Castrillón y Carlos Alberto Marín de Manizales, este último reconocido por su personaje 'doña Tremebunda'.

### Radioacktiva, mueve tu mundo
A mediados de 1995, Tito López es nombrado Director Nacional de Emisoras Musicales de Caracol, aunque sigue al frente de la cadena. A su vez, Alejandro Villalobos es nombrado Director de la emisora de Bogotá. Esto crea molestia entre algunos de los integrantes de la emisora y es así como Juan Manuel Correal "Papuchis", Guillermo "Memo" Orozco y Gabriel Delascasas se retiran de Radioactiva y se van a trabajar a la competencia, la Superestación, que en ese entonces tenía baja audiencia.
Al perder 3 de sus grandes personajes, Radioactiva pierde el primer lugar de audiencia, lo que le cuesta la salida a Alejandro Villalobos de la dirección de la emisora, quien pasa a dirigir la recién creada Tropicana.
En su reemplazo, es contratado Alejandro Nieto Molina, quien había creado un año atrás La Mega de RCN, una nueva cadena de emisoras de tinte juvenil con un nuevo formato denominado crossover, con buena audiencia.
Nieto reacomodó el equipo de Bogotá contando con personalidades como Andrés Nieto, Humberto Rodríguez "El Gato", Fernando Palma, Claudia García, Kevin Colmenares y Antonio Casale. La programación estaba a cargo de Iván 'Kurro' Zapata.
Mientras tanto, y ante la caída de audiencia en general de Radioactiva, a mediados de los 90, Santiago Ríos Acosta es nombrado Director de Radioactiva Medellín, y le da un giro a la programación hacia el rock. Allí crea el concepto de 'Planeta Rock' y logra posicionar la emisora en ese mercado. 
Por esta época, la empresa decide acabar con la programación independiente de las emisoras de la cadena al aprovechar las transmisiones por satélite para distribuir al resto de estaciones la programación de la emisora de Bogotá para reducir costos, así emitir de forma simultánea al resto del país con excepción de Medellín. De esta forma, las emisoras restantes retransmitían la señal '2' de Bogotá, aunque tenían espacios para hacer locución local por medio de desconexiones territoriales.

### La tele en La locomotora
La nueva programación, bajo el eslogan de 'Radioactiva mueve tu mundo" no es aceptada por el público, y el matinal 'La Locomotora' obtiene bajos índices de audiencia. 
En televisión, salía del aire el programa La tele, parecido al programa argentino 'Videomatch' creada por Carlos Vives y que contaba con Santiago Moure y Martín de Francisco como protagonistas, dos personajes reconocidos por su irreverencia y humor negro. Carlos Vives ofrece a Caracol la posibilidad de realizar un programa de radio basado en el de televisión, y así llega a Radioactiva La tele en La locomotora, presentado por Moure y De Francisco, quienes se hacen acompañar de dos personajes del desaparecido programa de televisión 'La tele' que se volvieron muy populares: 'Cerdo' (Carlos Molina) y 'Doña Anciana de Crépita' (Blanca Ligia Franco).
El programa logra un gran éxito inicialmente, especialmente por la irreverencia de sus personajes y por salirse del tradicional formato de los programas matinales de moda por esos años. Además aprovechan el material que les había sobrado de su programa de televisión para hacer diferentes secciones. La tele en La locomotora parodiaba la realidad nacional colombiana de fines de los años 90 con un humor crudo, irreverente, grotesco (en ocasiones escatológico), retratando diferentes aspectos de las costumbres, la política, la farándula, la radio, la televisión y la idiosincrasia criolla en general.
Sin embargo el material de televisión se agotó, los integrantes del programa no producen nuevo material y comienzan a recurrir a la improvisación, por lo que el show pierde calidad. El lenguaje se hace mucho más fuerte y las burlas comienzan a incluir a los mismos patrocinadores del programa, quienes molestos retiran su pauta.
Los niveles de audiencia comienzan a bajar y luego del primer año al aire no se renueva el contrato y el programa sale del aire.

### Planeta Rock
Ante la crisis surgida, la radio realizó una investigación de mercado y, entre varias opciones, aparece un formato llamado 'Pure Rock', que mezclaba el Rock contemporáneo de la época con los mejores clásicos del género. Gracias al éxito que tenía en Medellín, Santiago Ríos es llamado a Bogotá a dirigir la emisora y surge así, en 1997, Radioacktiva, el planeta rock, con el grupo de voces pioneras de este nuevo concepto de radio juvenil a nivel nacional, con Fernando Palma, Alberto Marchena, José Roldán (QEPD), Andrés Nieto Molina, Gabriel Posada, María Carolina Acosta, Pirry, Carlos Montoya, Isabella Santodomingo y la periodista Sandra Cardona. 
La nueva programación logra un relativo éxito, pero el impulso grande se logró cuando en 1998 fue nombrado como Director Alberto Marchena Jr en reemplazo de Santiago Ríos. Marchena hace algunos ajustes a la programación, entra más en contacto con el público y el 2 de mayo de 1999 aprovecha el concierto de Metallica en Bogotá para hacer el lanzamiento oficial de la emisora ante el público roquero que colmó las instalaciones del Parque Simón Bolívar de la capital. 
Desde entonces la emisora no solo se ha caracterizado por ser la única emisora de rock en Colombia sino que ha cubierto los principales conciertos, giras y festivales alrededor del mundo, patrocinando numerosos eventos del género en Bogotá, y permaneciendo en el Top 10 de audiencia a lo largo de su historia.

### Décadas de 2000 y 2010
En 2003, ante la compra de Caracol Radio por Prisa Radio, la propuesta juvenil de la cadena deja de ser Radioactiva y pasa a ser Los 40 principales. El número de emisoras de Radioacktiva se reduce: las frecuencias de las diversas ciudades fueron cedidas a otras marcas de Caracol Radio, y solo se mantienen como Radioacktiva las de Bogotá y Medellín.
El 1 de abril de 2000 cambia en Bogotá su frecuencia 102.9 MHz con la emisora Tropicana 97.9 MHz.
La cadena redujo su cobertura a emitir solamente en Bogotá y Medellín, con cada estación con su propia programación independiente. Las demás frecuencias pasan a formar parte de la cadena Los 40 Principales.
En 2001, Radioacktiva Medellín 90.9 cambia su frecuencia a 99.4 MHz en reemplazo de Caracol Estéreo. En 2003, esta sede su frecuencia a la Vallenata, pero vuelve a transmitir de nuevo en 2007 por 88.9 MHz.
Al pasar de los años, Radioacktiva contó con la participación de varios DJs y en su parrilla de programación emitió variedad de programas como Rock n roll all night, un espacio lanzado en 2007 que transmitía canciones de rock de los años 80; Doctor Love, programa diseñado para hablar sin pudor y con responsabilidad social de la sexualidad enfocado en las dudas de la audiencia. Se emitía los jueves a partir de las 9 p. m. También estaba presente Retro Rock, una franja al mediodía dedicada a trasmitir los mayores éxitos de cada década.
En 2009 Radioacktiva Medellín cambia nuevamente de frecuencia: en los 88.9 MHz para a transmitir Radio Reloj, mientras que Radioacktiva es trasladada a la frecuencia 90.3 MHz.
A partir de septiembre de 2011 Jhon Fredy "Tato" Cepeda se estrena como Director de Radioacktiva Bogotá.
El 1 de marzo de 2017 Radioacktiva Medellín se traslada a la frecuencia 102.3 MHz en reemplazo de La Vallenata. El 15 de diciembre de ese año, Radioacktiva cesó sus emisiones en Medellín, siendo remplazada por Q'Hubo Radio FM que emite su programación en simultáneo con la estación en los 88.9 FM hasta finales de febrero de 2018, cuando la frecuencia fue devuelta al Estado. A petición de la audiencia, la emisora regresó a emitir en Medellín el 31 de agosto de 2018 a las 6 p. m. en reemplazo de Q'Hubo Radio FM.
El 15 de diciembre de 2024 durante el concierto Jingle Bells Rock en el Movistar Arena de Bogotá se presentó oficialmente el nuevo logo de la emisora.
El 20 de enero de 2025, Radioacktiva Medellín se enlazó completamente con la señal de Bogotá presentando una nueva programación.

## Jingle Bell Rock
Desde el 2003, Radioacktiva realiza un evento especial cada fin de año donde se recogen juguetes para niños de diferentes fundaciones en Bogotá y Medellín a cambio de boletas para el "Jingle Bell Rock", evento donde asisten las mejores bandas de Bogotá y Medellín como The Black cat Bone, La Pestilencia, El sie7e (Rocka), The Hall Effect, Diamante Eléctrico, 4 Grados, Nepentes, Rey Gordinflón, Tres de Corazón, 1280 Almas, 4 Grados, Consulado Popular, Providencia, La Doble A, Oh´Laville, Artefacto, Don Tetto, Stayway, V For Volume, Doctor Krapula, Los PetitFellas, Revólver Plateado, The Mills, La Toma, Las Pirañas, La Derecha, Ekimosis, Kraken, Telebit, Apolo 7, entre otras; también algunas bandas Internacionales como No Te Va Gustar y Saúl Hernández (Integrante de Caifanes).

## Controversias
La emisora ha estado involucrada en escándalos públicos, uno de ellos debido a una declaración de la banda nacional Shai publicada por la revista “la rosca”, donde afirmaban que Radioactiva practicaba la “payola”, término utilizado para definir el pago que recibe una emisora por poner en su programación una banda en especial. La publicación afirmó que con esta práctica se promocionan bandas y artistas amigos de los DJ, a cambio de dinero. En respuesta a dicha declaración la emisora demandó a la revista, lo que desencadenó en una sanción a esta, prohibiéndole continuar con sus publicaciones.

## Frecuencias
| Ciudad   | Frecuencia | Indicativo |
| -------- | ---------- | ---------- |
| Bogotá   | 97.9 FM    | HJJK       |
| Medellín | 102.3 FM   | HJD76      |